# Grand Prix automobile de Donington 1937

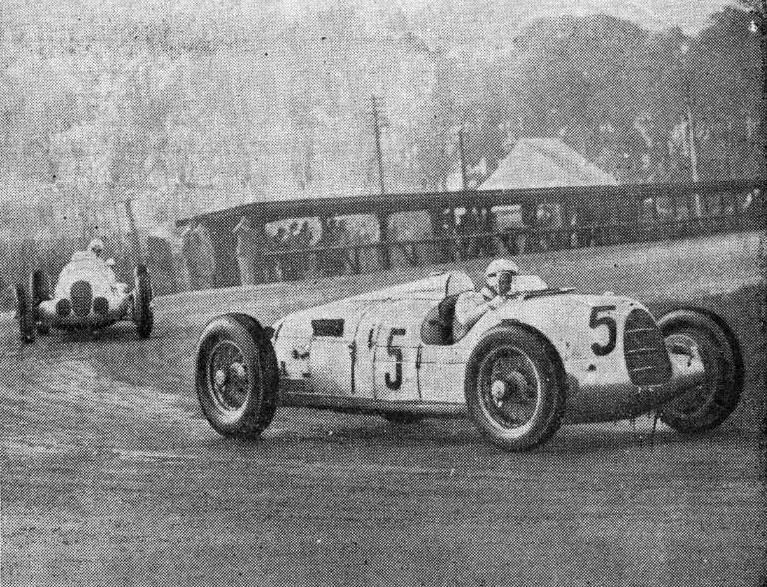
Bernd Rosemeyer devant Manfred von Brauchitsch au GP de Donington 1937.

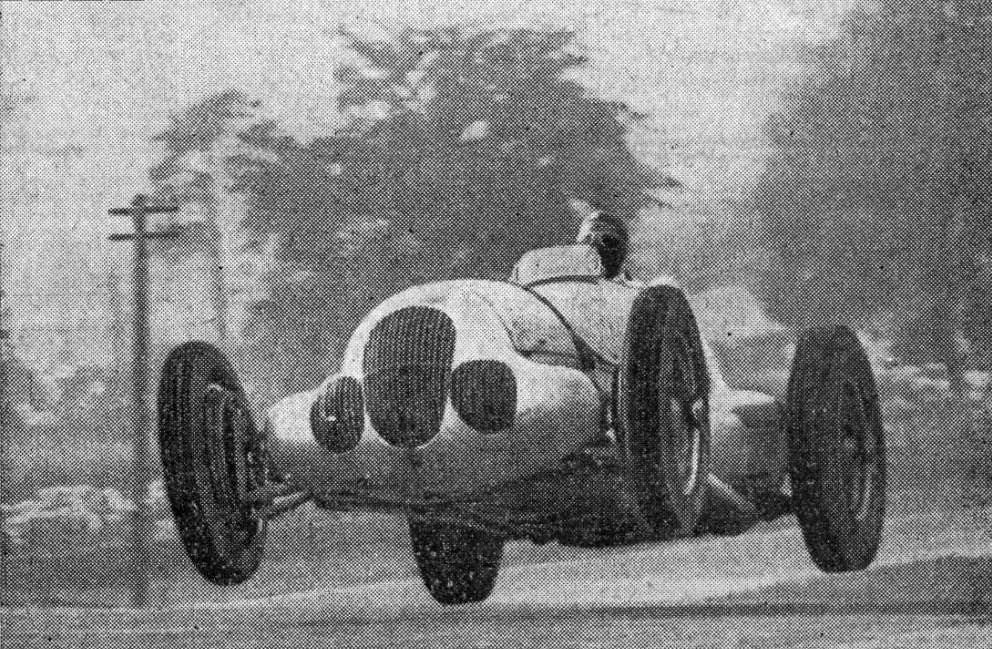
Saut de Manfred von Brauchitsch au GP de Donington en 1937.

Le Grand Prix automobile de Donington 1937 (III Donington Grand Prix) est un Grand Prix qui s'est tenu sur le circuit de Donington Park le 2 octobre 1937.

## Grille de départ du Grand Prix
| 1re ligne | Pos. 1                                 |                                | Pos. 2                            |                                       | Pos. 3                          |                               | Pos. 4                            |
|           | Brauchitsch Mercedes-Benz 2 min 10 s 4 |                                | Rosemeyer Auto Union 2 min 11 s 4 |                                       | Lang Mercedes-Benz 2 min 14 s 3 |                               | Seaman Mercedes-Benz 2 min 15 s 4 |
| 2e ligne  |                                        | Pos. 5                         |                                   | Pos. 6                                |                                 | Pos. 7                        |                                   |
|           |                                        | Müller Auto Union 2 min 15 s 4 |                                   | Caracciola Mercedes-Benz 2 min 15 s 8 |                                 | Hasse Auto Union 2 min 19 s 0 |                                   |
| 3e ligne  | Pos. 8                                 |                                | Pos. 9                            |                                       | Pos. 10                         |                               | Pos. 11                           |
|           | Bira Maserati 2 min 25 s 0             |                                | Mays ERA 2 min 26 s 2             |                                       | Howe ERA 2 min 26 s 2           |                               | Hanson Maserati 2 min 27 s 6      |
| 4e ligne  |                                        | Pos. 12                        |                                   | Pos. 13                               |                                 | Pos. 14                       |                                   |
|           |                                        | Dobson ERA 2 min 28 s 4        |                                   | Martin ERA 2 min 31 s 6               |                                 | Whitehead ERA 2 min 32 s 0    |                                   |
| 5e ligne  | Pos. 15                                |                                |                                   |                                       |                                 |                               |                                   |
|           | McClure Riley 2 min 35 s 2             |                                |                                   |                                       |                                 |                               |                                   |

## Classement de la course
| Pos. | no | Pilote                  | Écurie              | Châssis            | Tours | Temps/Abandon      | Grille |
| ---- | -- | ----------------------- | ------------------- | ------------------ | ----- | ------------------ | ------ |
| 1    | 5  | Bernd Rosemeyer         | Auto Union AG       | Auto Union Type C  | 80    | 3 h 01 min 02 s 5  | 2      |
| 2    | 3  | Manfred von Brauchitsch | Daimler-Benz AG     | Mercedes-Benz W125 | 80    | + 37 s 5           | 1      |
| 3    | 1  | Rudolf Caracciola       | Daimler-Benz AG     | Mercedes-Benz W125 | 80    | + 1 min 16 s 3     | 6      |
| 4    | 7  | Hermann Paul Müller     | Auto Union AG       | Auto Union Type C  | 80    | + 3 min 47 s 5     | 6      |
| 5    | 6  | Rudolf Hasse            | Auto Uunion AG      | Auto Union Type C  | 80    | + 8 min 47 s 5     | 7      |
| 6    | 8  | Prince Bira             | Maserati            | Maserati 8CM       | 78    | + 2 tours          | 11     |
| Nc.  | 9  | Earl Howe               | ERA                 | ERA B              | 77    | + 3 tours          | 10     |
| Nc.  | 19 | Arthur Dobson           | ERA                 | ERA B              | 74    | + 6 tours          | 12     |
| Nc.  | 15 | Robin Hanson            | Ms M. E. Hall-Smith | Maserati 6CM       | 72    | + 8 tours          | 11     |
| Abd. | 20 | Percy McClure           | Riley               | Riley 2000/6       | 67    | Essieu arrière     | 15     |
| Abd. | 8  | Raymond Mays            | ERA                 | ERA B              | 51    | Freins             | 9      |
| Abd. | 4  | Richard Seaman          | Daimler-Benz AG     | Mercedes-Benz W125 | 29    | Suspension         | 4      |
| Abd. | 2  | Hermann Lang            | Daimler-Benz AG     | Mercedes-Benz W125 | 26    | Suspension         | 3      |
| Abd. | 18 | Charles Martin          | Privé               | ERA A              | 18    | Piston             | 13     |
| Abd. | 16 | Peter Whitehead         | Privé               | ERA B              | 11    | Moteur             | 14     |
| Np.  | 16 | Peter Walker            | Privé               | ERA B              |       | pilote de réserve  |        |
| Np.  | 12 | Arthur Hyde             | Privé               | Maserati 8CM       |       | retrait volontaire |        |
| Np.  | 2  | Christian Kautz         | Daimler-Benz AG     | Mercedes-Benz W125 |       | pilote de réserve  |        |
| Np.  | 14 | Antony Powys-Lybbe      | Privé               | ERA B              |       |                    |        |
| Np.  | 12 | Reginald Tongue         | Privé               | Maserati 8CM       |       |                    |        |

## Pole position et record du tour
- Pole position :  Manfred von Brauchitsch (Mercedes-Benz) en 2 min 10 s 4. Temps réalisé lors de la seconde journée d'essais[1].
- Meilleur tour en course :  Manfred von Brauchitsch (Mercedes-Benz) et  Bernd Rosemeyer (Auto Union) en 2 min 11 s 4 (137,75 km/h), respectivement aux trente-quatrième et quarantième tours[1].

## Tours en tête
- Hermann Lang : 12 tours (1-12)
- Manfred von Brauchitsch : 27 tours (13-22 / 36-52)
- Bernd Rosemeyer : 38 tours (23-32 / 53-80)
- Rudolf Caracciola : 3 tours (33-35)